# エルネー・コルツォナイ
エルネー・コルツォナイ（Ernő Kolczonay、1953年5月15日 - 2009年10月4日 ）は、ハンガリーのブダペスト出身のフェンシング選手。1970年代中盤から1990年代前半にかけて国際大会で活躍。オリンピックに3度出場し、エペ部門において2個の銀メダルを獲得している。

## プロフィール
1964年にBudapesti Honvéd Sportegyesületでフェンシングを始め、1969年Fless Vívóiskola és Sport Clubに移籍した。
1974年フェンシング世界選手権（フランス、グルノーブル）団体銅メダル獲得。1978年の世界選手権（西ドイツ、ハンブルク）団体でハンガリーに初のメダルをもたらした。
1979年の世界選手権では個人で銀メダルを獲得、1980年モスクワオリンピックのエペ個人で銀メダルを獲得した。
しかし1984年ロサンゼルスオリンピックは東側諸国のボイコットにより出場できなかった。1988年のソウルオリンピックでは団体6位、個人10位に終わった。
1992年、39歳となったコルツォナイは三度目のオリンピック（バルセロナ）に出場し団体の銀メダルを獲得した。
現役引退後ギリシャチームの監督を務めたが、肝臓病を患い、移植を待っていたが2009年10月に56歳で死去